# Mille premiers jours
Ne doit pas être confondu avec périnatalité.
 (décembre 2024).
Le concept des 1 000 premiers jours est un concept scientifique et médical qui se réfère à une période particulièrement importante de la vie pour l’enfant et ses parents. Elle s'étend de la conception (fécondation de l'ovule par le spermatozoïde) jusqu’à l’âge de deux ans, « au seuil de l’école maternelle ».
En terme développemental, cette période est cruciale pour le développement harmonieux et optimal de l'enfant, tant sur les plans physique, et cognitif qu'émotionnel et psychique ; c'est durant cette phase que les bases de socialité et que le capital santé du futur futur individu s'établissent et se consolident.
Des carences nutritionnelles et/ou affectives graves, certaines infections ou intoxications (saturnisme infantile ou in utero par exemple) ou des stress importants durant cette période peuvent avoir des effets graves et irréversibles (pour toute la vie future), voire des conséquences épigénétique transmissibles à une ou plusieurs des générations suivantes.

Un bon suivi, et d'éventuelles interventions précoces peuvent prévenir de nombreux problèmes « évitables » de santé et améliorer les résultats scolaires et sociaux. Dans le domaine de la santé maternelle et infantile, comprendre et soutenir les mille premiers jours est donc essentiel. Des plans d'actions visent à sensibiliser les parents et les proches de l'enfant, les professionnels de la santé, et les décideurs politiques à cet enjeu, afin de préventivement et prospectivement favoriser la santé publique.
Les 1 000 premiers jours est aussi le nom d'un rapport contenant les recommandations d'une Commission des 1 000 premiers jours, présidée par Boris Cyrulnik, et le nom d'une politique publique française qui en est issue, conçue autour des besoins de l’enfant et de ses parents. Depuis 2021, ce chantier des 1 000 premiers jours est piloté par le ministère des solidarités et de la santé et mené avec ses partenaires de la Sécurité sociale, de Santé publique France, ainsi que des agences régionales de santé (ARS) et des directions régionales de l’économie, de l’emploi, du travail des solidarités (DREETS).
Les 1000 autres jours qui suivent cette période sont aussi importants, selon [Qui ?].

## Éléments de définition
Les 1 000 premiers jours sont la période allant de la conception au second anniversaire de l'enfant, que l'on sait être cruciale pour la santé et le développement physique, cognitif et émotionnel de l'enfant à court, moyen et très long terme,.
Les 1 000 premiers jours incluent donc :
- la période dite périnatale (comprise entre la 22e semaine d'aménorrhée et le 7e jour révolu suivant la naissance) qui est également essentielle pour de la survie du fœtus puis du nouveau-né[3],[4] car correspondant à la mise en place de toutes les fonctions métaboliques et physiologiques vitales pour la vie présente et future de l'individu en développement[5] ;
- le début de la petite enfance, mais de nombreuses données montrent que les premières années de la vie de l'enfant, généralement jusqu'à l'âge de 8 ans sont essentielles pour son futur.

## Enjeux
Une meilleure prise en compte de cette période cruciale présente plusieurs enjeux majeurs :
- l'importance des 1 000 premiers jours justifie que des efforts soient faits pour assurer une nutrition et des soins de santé adéquats à la mère, puis au bébé, afin de prévenir les retards de développement, les carences nutritionnelles et les séquelles de certaines maladies infantiles. Une attention particulière portées à cette période pourra dans la plupart des cas fortement réduire certains risques de maladies chroniques à l’âge adulte (dont le diabète et les maladies cardiovasculaires)[5] ;
- cette période est celle d'un développement cérébral, neuronal, affectif et cognitif particulièrement intense et rapide (200 000 nouvelles connexions neuronales par minute selon un visuel du ministère de la Santé)[6], à aucun autre moment de la vie le cerveau se développe autant. Des stimulations suffisantes et précoces, associées à une alimentation équilibrée dans un environnement sécurisé favorisent le développement cognitif et les capacités d’apprentissage, au profit de meilleures performances scolaires et de compétences sociales accrues pour les années à venir. C’est le moment de poser avec le tout petit des bases importantes pour lui et pour l’adulte et la personne âgée qu’il deviendra ;
- le bien-être émotionnel de l’enfant, des parents (de la mère notamment) et de la fratrie est aussi un facteur clé ; pour Umberto Siméoni (2020), « agir sur le stress psychosocial, la qualité de l’environnement, le sommeil, la nutrition, l’activité physique, et soutenir l’acquisition d’un bien-être durable à cette période de la vie est ainsi probablement le meilleur investissement dans le domaine de la santé »[5]. Un soutien psychologique et social adéquat et sans discontinuité, renforcé aux étapes clé que sont « l’Entretien Prénatal Précoce, le séjour à la maternité, le retour à domicile et les premières semaines »[5], peut prévenir ou limiter les troubles de santé mentale, et favoriser des relations parent-enfant plus positives. Des politiques de soutien à la parentalité incluant les congés maternité et paternité, des possibilités de répit parental et des services de crèche de qualité, un soutien spécifique aux parents en situation de handicap, l'appui de référents de parcours périnatalité, des moyens de prise en charge des détresses parentales psychologiques en cas de dépression post-partum notamment, etc.) peuvent y contribuer[5] ;
- l'équité et l'inclusion sont deux autres enjeux pour la réussite des 1 000 premiers jours, au profit plus tard d'une réduction des inégalités de santé et d’éducation. Aider précocement les enfants issus de milieux défavorisés à surmonter les obstacles pour à atteindre leur plein potentiel peut contribuer à une société plus équitable et inclusive. Les personnes ayant bénéficié d'un bon soutien émotionnel quand elles étaient enfant sont plus résilientes face aux aléas de la vie ;
- dans le domaine de l'économie de la santé, investir dans la prévention pour que les 1 000 premiers jours se déroulent au mieux, doit générer d'importantes économies et des retombées économiques positives à long terme. Les enfants en bonne santé et bien développés sont plus susceptibles de devenir des adultes productifs et en bonne santé dans une une société plus saine, équitable, heureuse et prospère[5].

### Histoire du concept
Le concept des 1 000 premiers jours, est proche du principe de l’origine précoce de la santé (parfois représenté par l'acronyme anglophone Dohad : Developmetal Origins of Health and Disease) voulant que les principales maladies chroniques, non transmissibles et « évitables », de l’adulte : obésité, diabète, certaines maladies cardio-vasculaires et respiratoires, troubles neuropsychiques dits « de civilisation » ont des origines épigénétiques, environnementales et/ou précoces dans la vie, dans une période qui conditionne probablement aussi la sensibilité et la vulnérabilité et nombre de nos comportements sociaux. Ces idées ont émergé à la fin des années 1980, après que les scientifiques aient découvert ou confirmé que la période intra-utérine et les premières années de développement de l'enfant ont des impacts durable et pour partie irréversibles sur tous les aspects de la santé future de l'individu. Elles ont ensuite été inscrite dans les objectifs de développement durable et de santé publique à l'horizon 2030.
On sait maintenant avec certitude que l’environnement précoce [y compris des gamètes (testicule, ovaire)], puis intra-utérin, puis la nutrition (qualité, carence ou excès), ainsi que la qualité des interactions sociales et celle des soins quand ils sont nécessaires, jouent un rôle crucial dans le développement physique, cognitif et émotionnel de l’enfant, puis de l'adolescent et de l'adulte. 
Ces découvertes ont conduit à reconnaitre les 1 000 premiers jours comme une fenêtre critique pour la prévention des maladies chroniques et la promotion de la santé à long terme.
Le concept des 1 000 premiers jours a été progressivement adopté par de nombreuses institutions internationales, dont l’Organisation mondiale de la santé (OMS) et l’UNICEF, qui ont souligné son importance pour le développement de l’enfant. En France, le gouvernement a fait des 1 000 premiers jours une priorité politique, avec la création d’une commission d’experts présidée par le neuropsychiatre Boris Cyrulnik en 2019. Le rapport de cette commission, remis en 2020, a identifié les facteurs favorables au développement de l’enfant et proposé des leviers d’action pour améliorer l’accompagnement des familles tout au long de ces 1 000 premiers jours.

#### En France
Les 1 000 premiers jours est le nom d'une politique publique française (et de ses campagnes de communication). Son objet est de mieux répondre aux besoins des enfants et de leurs parents à cette époque. Elle est conçue sur les recommandations du rapport de la Commission des 1 000 premiers jours, présidée par Boris Cyrulnik, remis en septembre 2020 au secrétaire d'État à l'Enfance et aux Familles.

Selon le ministère de la Santé (2021), le chantier des 1 000 premiers jours : 

« invite à décloisonner les approches, à créer de la continuité entre le temps de la grossesse, celui de la naissance et des premières semaines et celui des premières années, à encourager les échanges et la coordination entre des différents professionnels et les différents services des 1 000 premiers jours, notamment entre le secteur de la santé et le secteur social des modes d’accueil du jeune enfant et du soutien à la parentalité. 
Pour les parents, il vise à faire de cette période un temps privilégié pour faire le point sur leur santé et leurs priorités, reconnaitre et pouvoir exprimer leurs propres attentes et inquiétudes ; ceci afin de pouvoir disposer d’une information fiable, des ressources et des soutiens lorsque cela est nécessaire, pour faire du mieux possible avec leurs propres moyens et capacités, quelles que soient les circonstances. <vr>Le chantier des 1 000 premiers jours s’insère dans les stratégies et programmes nationaux et locaux. Ce n’est pas un nouveau plan mais une volonté d’articulation, autour des jeunes enfants et de leurs (futurs) parents, des plans et programmes nationaux et locaux. Tels que la stratégie nationale de santé 2018-2022, le plan priorité prévention, le plan national santé environnement et les projets régionaux de santé. Mais aussi la stratégie nationale de prévention et de lutte contre la pauvreté, la stratégie nationale de prévention et de protection de l’enfance ou le plan de lutte contre les violences faites aux enfants et les mesures issues du Grenelle contre les violences conjugales. »

Ce chantier mobilise les Cpam, les CAF et la Caisse nationale des allocations familiales pour renforcer les modes d'accueil du
jeune enfant (dont en horaires atypiques) les solutions de répit parental, expérimenter des groupes de naissance et de parents, avec les Agences régionales de santé (volontaires) qui expérimentent le Référent Parcours périnatalité, avec les Commissaires à la lutte contre la pauvreté (l'engagement no 1 de la Stratégie nationale de prévention et de lutte contre la pauvreté est l’égalité des chances dès les premiers pas), avec le Service d’accompagnement à la parentalité des personnes en situation de handicap. Des appels à projets régionaux sont lancés par les Agences Régionales de Santé (ARS) et les directions régionales de l’économie, de l’emploi et des solidarités (DREETS) aider les projets émergents.
Les plans régionaux santé environnement récents intègrent aussi des actions allant dans ce sens.

## Prospective
Selon le pédiatre suisse Umberto Simeoni (spécialiste de la très petite enfance, au Dohad Lab ; dfme ; chuv & université de Lausanne), ce concept « amène ainsi à privilégier les facteurs d’environnement affectant les adolescents et futurs parents (pères et mères), la grossesse et la toute première enfance, et à favoriser un nouveau bien-être dans un style de vie choisi, favorable à leur santé et, de ce fait, à celle de l’enfant sa vie durant ».
En 2011, le journal scientifique médical The Lancet a lancé une série d’articles sur les « 1 000 prochains jours », un thème qui fait suite à plusieurs séries précédentes (2007 , 2011  et 2016 ) sur le développement de la petite enfance. La série d'articles de 2016 « examine les nouvelles preuves scientifiques des interventions, en s'appuyant sur les conclusions et recommandations de l'ancienne série Lancet sur le développement de l'enfant (2007, 2011), et propose des voies pour la mise en œuvre du développement de la petite enfance à grande échelle. La série met l'accent sur les «soins de nurage», en particulier des enfants de moins de trois ans, et des interventions multisectorielles commençant par la santé, qui peuvent atteindre largement les familles et les jeunes enfants grâce à la santé et à la nutrition ».
Dans la suite de ces travaux dirigés par Catherine Draper, une nouvelle série d'articles a été lancée par The Lancet en 2024. L'un d'entre eux montre que les 1000 jours suivants ces 1 000 premiers jours (entre 2 et 5 ans) seraient tout aussi importants, en particulier pour les enfants des pays ou groupes à revenu faible et intermédiaire. Pour « Au cours de cette période, il est possible de tirer parti des investissements réalisés au cours des 1 000 premiers jours et de remettre sur les rails les enfants qui n’ont pas reçu l’aide dont ils avaient besoin plus tôt dans leur vie, afin de les préparer à l’école, ainsi qu’à une enfance et une adolescence en bonne santé. » ; selon Catherine Draper, c'est à ce moment que se jouent aussi « la santé physique, des retards de développement et des handicaps, la nutrition, l’éducation, l’exposition à la violence, la santé mentale des personnes qui s’occupent des enfants, l’implication des pères, l’environnement lié aux soins et à l’éducation durant la petite enfance, et l’exposition à la pollution et au changement climatique. La pandémie de Covid-19 a amplifié bon nombre des risques associés à ces facteurs, ce qui rend la réduction de ces risques plus urgente que jamais ».

### Note
1. ↑  Catherine Draper, professeure associée au MRC/Wits Developmental Pathways for Health Research Unit de l'Université du Witwatersrand de Johannesbourg.